# Sfingosina N-aciltransferasi
La sfingosina N-aciltransferasi è un enzima appartenente alla classe delle transferasi, che catalizza la seguente reazione:
acil-CoA + sfingosina ⇄ CoA + N-acilsfingosina
L'enzima agisce sulla sfingosina o sul suo 2-epimero.